# Ernestine Anderson

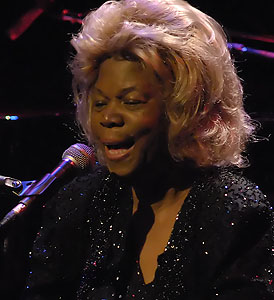
Ernestine Anderson

Ernestine Anderson (11 de novembro de 1928 - 10 de março de 2016) foi uma cantora americana de jazz e blues. Em uma carreira que atravessou mais de seis décadas, gravou cerca de 30 álbuns. Ela foi nomeada quatro vezes por um Grammy Award. Ela cantou no Carnegie Hall, no Kennedy Center, no Monterey Jazz Festival (seis vezes em um período de 33 anos), bem como em festivais de jazz em todo o mundo. No início da década de 1990, ela se juntou à Qwest Records, a gravadora do colégio Garfield High School, Quincy Jones.